# Apterocerina amoena
Apterocerina amoena är en tvåvingeart som först beskrevs av Günther Enderlein 1921.  Apterocerina amoena ingår i släktet Apterocerina och familjen fläckflugor.
Artens utbredningsområde är Peru. Inga underarter finns listade.